# IamYourClounon
 (juin 2025).
Vous pouvez aider à l'améliorer ou bien discuter des problèmes sur sa page de discussion.
- Son texte doit être wikifié : il ne correspond pas à la mise en forme Wikipédia (style, typographie, liens internes, liens entre les wikis, etc.). (Marqué depuis juin 2025)
- Il est orphelin : moins de trois articles lui sont liés. Aidez à ajouter des liens en plaçant le code [[IamYourClounon]] dans les articles relatifs au sujet. (Marqué depuis juin 2025)

IamYourClounon (IYC) est une entreprise culturelle et créative béninoise enregistrée selon la loi 1901 régissant les associations à but non lucratif. Fondée en 2018 par le jeune béninois Fabroni Bill Yoclounon, elle s’est formalisée dans le temps en créant des solutions numériques pour l'essor des langues du Bénin,. Elle a pour principale mission de promouvoir les langues béninoises et africaines à travers leur digitalisation et leur modélisation. Sa devise “Le numérique au service des langues béninoises,” guide ses nombreuses inventions digitales et ses initiatives notables en faveur d’un bon positionnement des langues béninoises à l’international,. IamYourClounon s'investit dans la conception de solutions digitales ayant pour but de faciliter le "savoir lire et écrire" dans les langues maternelles béninoises.

## Mission et Objectifs
IamYourClounon est née avec une vision de valorisation de la culture béninoise à travers la promotion et la digitalisation des langues béninoises. Pour ce faire, la jeune équipe de l'association, composée sommairement au départ, s’est élargie grâce aux internautes et ses initiatives. Les membres de IamYourClounon ont commencé à promouvoir les langues béninoises en ayant des objectifs précis tels que : 
- La promotion de la culture béninoise à travers la vulgarisation des contenus en langues nationales sur les canaux digitaux[2] ;
- La protection et la sauvegarde du patrimoine immatériel culturel[16] avec l'archivage des ressources culturelles de tradition orale[15];
- La contribution au développement inclusif du Bénin à travers la conception de solutions digitales[17] favorisant la lecture et l'écriture[18] des langues maternelles béninoises[19];
- La lutte pour la reconnaissance avancée des langues béninoises sur les moteurs de recherche et à l'international[15].

Tous ces objectifs se résumant à la mission principale de la plateforme qui est celle d'œuvrer à la digitalisation et à la modélisation des langues maternelles béninoises. La plateforme entend lutter contre la disparition des langues béninoises qui sont souvent considérées comme des langues minoritaires.

## Réalisations
Depuis sa création le 10 janvier 2018, IamYourClounon s’est engagé dans la valorisation des langues et cultures béninoises, en particulier à travers le numérique. 

### Citations et Panégyriques claniques
Les premières initiatives du projet ont consisté en la diffusion de contenus linguistiques et culturels sur les réseaux sociaux, avec une attention particulière portée à la langue fon (fɔngbè). Parmi ces contenus figurent des citations, adages, proverbes et expressions de sagesse rédigés en langue fon, accompagnés d’illustrations photographiques souvent issues des déplacements de terrain de l’équipe. L’objectif de ces publications est de favoriser l’exposition des internautes à la richesse linguistique et symbolique des langues béninoises.
En parallèle, IamYourClounon a amorcé un travail de sauvegarde des panégyriques claniques, formes traditionnelles de récits identitaires en voie de disparition. Ces panégyriques sont diffusés sous forme audiovisuelle, notamment à travers des montages mêlant enregistrements audio et animations de type « video lyrics ».

### Clavier numérique des langues béninoises et africaines
En 2020, IamYourClounon lance une seconde solution numérique : une application mobile de clavier multilingue conçu pour faciliter l’écriture en langues béninoises et africaines, tout en restant compatible avec les langues utilisant l’alphabet latin, telles que le français et l’anglais.
Ce clavier intègre les caractères spéciaux et diacritiques spécifiques aux langues locales, ce qui permet une transcription fidèle des systèmes orthographiques normalisés. Il prend notamment en charge des langues comme le fɔngbè, le yorùbá, le bariba, le mina, le aïzɔ, le gùngbè, le yom, le dendi, le peuhl, le lokpa, le adja, le saxwè, le cotafɔn, le nago, le naténi, entre autres.

### Campagnes d'information et de sensibilisation en langues béninoises
À partir de 2021, IamYourClounon a initié une série de campagnes destinées à promouvoir l’usage des langues béninoises dans les domaines de l’identité culturelle, du droit et du numérique. Ces actions visent à rendre accessibles des contenus éducatifs, juridiques ou technologiques à des publics peu ou pas alphabétisés en français, et à encourager l’usage public des langues nationales.

#### Traduction et vulgarisation du droit
Dans un contexte où les textes juridiques sont exclusivement disponibles en français, IamYourClounon a initié, en 2022, une série de campagnes de vulgarisation du droit en langues locales : "Vers une législation en langues béninoises". Entre septembre et novembre 2022, à l’occasion de la Journée internationale des droits de l’enfant, l’organisation a diffusé des contenus traduits en fɔngbè portant sur les droits de l’enfant. Cette action visait à améliorer la compréhension de ces droits par les parents, en particulier les mères, souvent affectées par des inégalités d’accès à l’information juridique. Cette campagne constitue une première étape vers la traduction de textes législatifs en langues béninoises.

### Le Dictionnaire des langues béninoises
En 2023, IamYourClounon a engagé la création progressive du premier Dictionnaire des langues béninoises, visant à recenser et formaliser le vocabulaire des principales langues nationales du Bénin. Cette initiative s’inscrit dans une démarche de valorisation et de préservation linguistique à l’ère numérique.
Parallèlement, l’organisation a formalisé son statut en tant qu’industrie culturelle et créative, adoptant une structure associative à vocation entrepreneuriale afin de soutenir ses activités et projets.
En 2025, la start-up a annoncé le lancement officiel de ce dictionnaire, un an après avoir contribué à l’intégration de la langue fongbé dans le service Google Translate. Cette séquence marque une avancée majeure dans la reconnaissance et la diffusion des langues béninoises dans l’espace numérique.

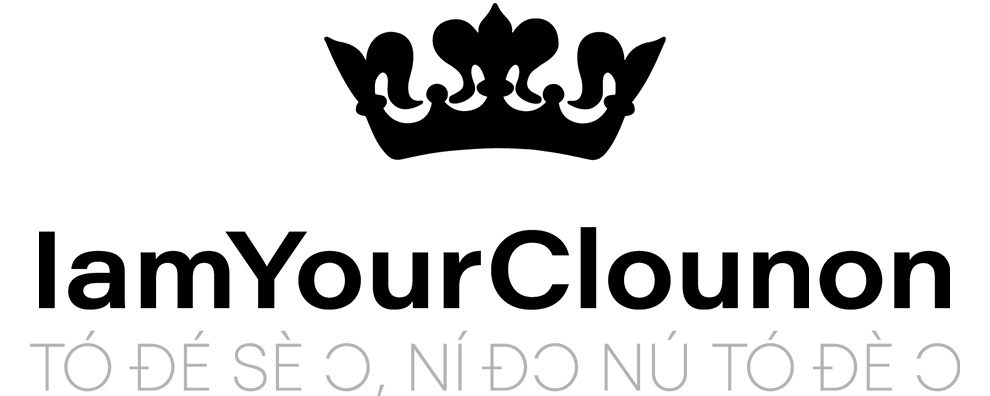
Sur ce logo, on peut lire en langue Fon (langue) une phrase qui signifie : "que toute personne qui écoute passe le message aux autres".